# Jasset Ormsby-Gore (7e baron Harlech)
Pour les articles homonymes, voir Gore et Harlech (homonymie).
Jasset David Cody Ormsby-Gore, 7e baron Harlech (né le 1er juillet 1986) est un pair héréditaire britannique et membre conservateur de la Chambre des lords.

## Biographie
Lord Harlech devient membre de la Chambre en juillet 2021, étant élu lors d'une élection partielle par l'ensemble de la Chambre. Il prête serment le 22 juillet 2021. Il est le plus jeune membre de la Chambre.
Lord Harlech est un arrière-arrière-arrière-petit-fils de Robert Gascoyne-Cecil, 3e marquis de Salisbury, qui est premier ministre britannique,.